# Людовик IV Заморский
Людовик IV Заморский (фр. Louis IV d'Outremer; 10 сентября 920 или 921, Лан, Франция — 10 сентября 954, Реймс, Франция) — король Западно-Франкского королевства (Франции) с 936 года из династии Каролингов.

## Биография

### Ранние годы
Людовик IV был сыном Карла III Простоватого и Огивы Уэссекской, сестры короля Англии Этельстана. Он родился 10 сентября 920 или 921 года. После того как Карл III в 923 году попал в плен к графу Герберту II де Вермандуа, его жена бежала с маленьким сыном к брату в Англию. Так как Людовик жил и воспитывался в Англии, то его прозвали «Заморским».

### Избрание королём
15 января 936 года умер король Рауль. Герцог Гуго Великий, после переговоров с Вильгельмом (Гийомом) Нормандским, Гербертом Вермандуаским, Арнулем Фламандским и бургундским герцогом Гуго Чёрным решил послать в Англию за Людовиком. Король Этельстан, приняв присягу у франкских вельмож, отправил племянника во Францию с епископами. Гуго Великий и другие знатные франки поспешили навстречу Людовику к побережью Булони, оттуда направились в Лан. Архиепископ Реймса Артольд 19 июня 936 года короновал Людовика в присутствии знатнейших людей королевства и более чем двадцати епископов. Во владения короля входили Компьень, Кьерзи, Вербери, Вер, Понтьон и несколько аббатств: Нотр-Дам в Лане, Сен-Корней в Компьене, Корби и Флёри.

### Начало правления
В начале правления власть была чисто символической. Он был очень молод, не имел никаких связей в стране, не говорил по-романски и по-латыни, и к тому же был невероятно стеснён в средствах и едва мог содержать свой двор с тех земель, которые ещё принадлежали Каролингам. Он очень зависел от поддержки Гуго Великого, могущественного герцога Французского, который называл себя «первым после короля во всех его владениях» и был истинным владыкой государства. Гуго, хотя и отдал королю корону, которую вполне мог оставить себе — как сын и племянник королей Эда (Одона) и Роберта, не хотел поступиться даже малой толикой своего влияния. Сразу после смерти Рауля он объявил, что собирается присоединить к своим обширным владениям герцогство Бургундское, и начал войну с Гуго Чёрным, братом покойного короля Рауля, заручившись поддержкой Людовика. Так как Гуго Чёрный медлил принести присягу Людовику, они осадили и взяли Лангр.

### Разлад в отношениях с Гуго Великим

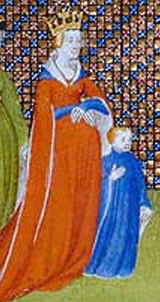
Огива Уэссекская с малолетним Людовиком IV

Людовик находился под опекой Гуго совсем недолго. По характеру он был гораздо деятельнее своего отца и хотел действительно быть, а не только называться королём. С 937 года Людовик стал заниматься военными делами и управлением самостоятельно, не обращая внимания на советы Гуго. Стремясь ослабить контроль со стороны герцога франков, он из Парижа переехал в Лан и вскоре назначил государственным канцлером архиепископа Реймского Арто. Когда Гуго Великий понял, что король отверг его советы, он заключил союз с Герибертом, графом Вермандуа. Вражда с Герибертом была очень опасна для короля, так как владения графа со всех сторон окружали королевский домен в городе Лане и даже смешивались с ним — граф занимал цитадель города.
В ответ на взятие Людовиком цитадели Лана, Гериберт в 938 году взял благодаря измене замок Шато-Тьерри, а потом захватил крепость Шозе, принадлежавшую архиепископу Реймскому. Гуго и Гериберта поддержал герцог Нормандский Вильгельм, а на стороне короля выступили герцог Бургундский Гуго Чёрный, у которого Гуго Великий отобрал города Санс и Осер, граф Фландрский Арнульф, граф Тулузский Раймунд Понс (впоследствии герцог Аквитанский) и граф Пуатье Вильгельм (Гийом), которому непосредственно угрожала экспансия со стороны Гуго Великого.

### Война в Лотарингии
В 939 году основным центром войны стала Лотарингия, занятая при короле Рауле (Радульфе) немцами. В начале 939 года здешний герцог Гизельберт (Жильбер) принял участие в восстании герцогов Саксонии и Франконии против короля Германии Оттона I. Гизельберт предложил Людовику власть над Лотарингией и даже отдал ему, в качестве первого шага, город Верден. Король изгнал из герцогства сторонников Оттона I. Узнав, что в Лане против него зреет измена, Людовик поспешил обратно, выгнал из города епископа Радульфа и его приспешников.
Тем временем Оттон победил Гизельберта и тот, спасаясь бегством, утонул в реке. Людовик сильно сокрушался о смерти герцога Лотарингского. В 940 году он вновь приехал в Лотарингию, взял в супруги вдову Гизельберта Гербергу, сестру короля Оттона, и короновал её вместе с собой.

### Оттон I вмешивается в дела западных франков
Совершив это, Людовик отправился в Бургундию. В его отсутствие герцог Гуго и граф Гериберт вместе с Вильгельмом Нормандским подступили к Реймсу. Горожане сочувствовали им и почти все перешли на сторону мятежников, оставив архиепископа Артольда (Арто). На шестой день осады, открыв ворота, они впустили осаждавших внутрь. Артольд укрылся в аббатстве Авене и сложил с себя архиепископский сан. На его место поставили Гуго, сына Гериберта.
Между тем Оттон I, захватив опять всю Лотарингию, вторгся с войском во Францию. Гуго и Гериберт, объединившись с ним, проводили его до Аттиньи и здесь присягнули ему на верность.
В 942 году при посредничестве Герберги, Людовик и Оттон встретились для переговоров. Оттон I решил, что его зять Людовик Заморский с лихвой получил своё, поэтому он назвал его своим другом и помирил его с Гербертом и Гуго, своим вторым зятем (король и герцог были женаты на сёстрах Оттона), выступив арбитром. Людовик должен был согласиться на потерю Реймса и на избрание Гуго архиепископом. Он обещал не причинять вреда Гуго Великому и Гериберту, которые принесли присягу немецкому королю.

### Успехи в борьбе с мятежниками

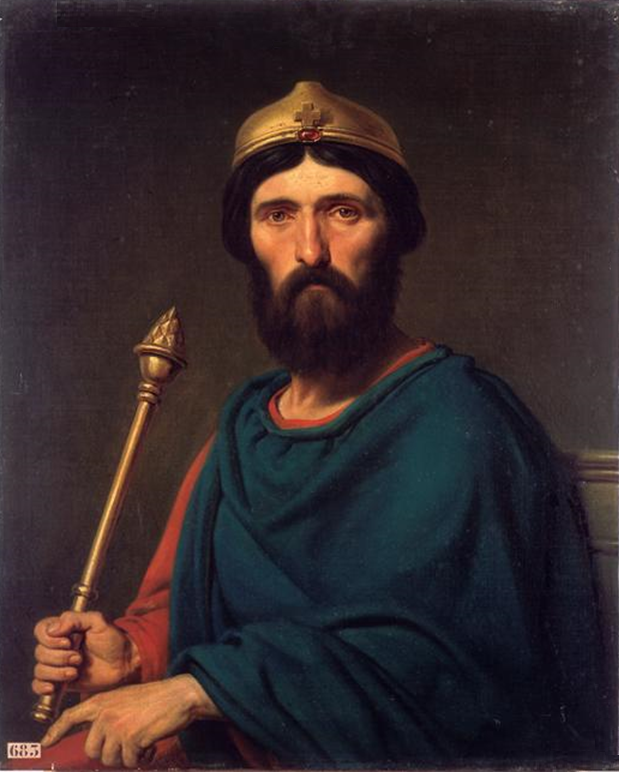
Людовик IV, называемый Заморский, король Франции.
Картина Штейбена К. К.

23 февраля 943 года умер Герберт Вермандуаский, его владения были поделены между четырьмя его сыновьями. Смерть Герберта освободила короля от опасного возмутителя спокойствия, ибо владения последнего буквально кольцом окружали королевский Лан. Людовик завладел аббатством Сен-Крепен в Суассоне, которое он затем уступил графу Рено из Руси, недавно приближённому Гуго Великого, а теперь преданному династии Каролингов.
После гибели в 942 году герцога Нормандии Вильгельма Длинного Меча, король вторгся в Нормандию, явился в Руан и взял его юного наследника Ричарда под опеку, увёз к своему двору и стал стремиться к полному подчинению Нормандии. Нормандцы разделились, началась борьба партий. Позже король заручился ещё и поддержкой Альбера Вермандуаского, одного из сыновей Герберта.
В 944 году, узнав, что нормандцы хотят отложиться от него, Людовик при поддержке Гуго Великого, которому была обещана часть Нормандии, вторгся в герцогство, занял Байё, а потом овладел и всеми остальными землями герцогства.

### Арест
В 945 году Людовик попытался вернуть себе Реймс. Натолкнувшись на упорное сопротивление жителей, он согласился на посредничество Гуго Великого, который убедил короля снять осаду с города и выслушать оправдания архиепископа Гуго в судебном порядке. В ожидании суда Людовик отправился в Нормандию, не зная, что здесь против него сложился заговор. Засада была подстроена нормандцами — сторонниками Гуго Великого. Хагрольд, который правил Байё, отправил к королю послов и пригласил его к себе. В июле 945 года Людовик с небольшим сопровождением спокойно отправился в Байё, полагая, что едет к своему верному вассалу. Хагрольд же, зная о нехватке воинов, напал на короля с большим войском. Из спутников Людовика одни были ранены, другие убиты, а сам он обратился в бегство.
В полном одиночестве он въехал в Руан и обратился к его жителям за поддержкой, но те схватили его и выдали Хагрольду. Они потребовали от королевы Герберги за выдачу короля, чтобы она отдала им в заложники двух своих сыновей, Лотаря и Карла (Карломана). Герберга отправила им только младшего, Карла, вместе с епископом Суассона и Бове. После долгих переговоров нормандцы передали Людовика герцогу Гуго, который делал вид, что сохраняет ему верность. Но едва король оказался в его руках, он заключил его под стражу и в обмен на свободу потребовал отдать ему Лан — последнее владение Каролингов, оставшееся у них во Франции. Людовик отверг предложение, после этого Гуго осадил Лан. Герберга некоторое время храбро обороняла город, потом уступила необходимости и сдала его герцогу. 
Фиаско короля в Байё положило конец попыткам франков вернуть Нормандию.

### Оттон I приходит на помощь Людовику

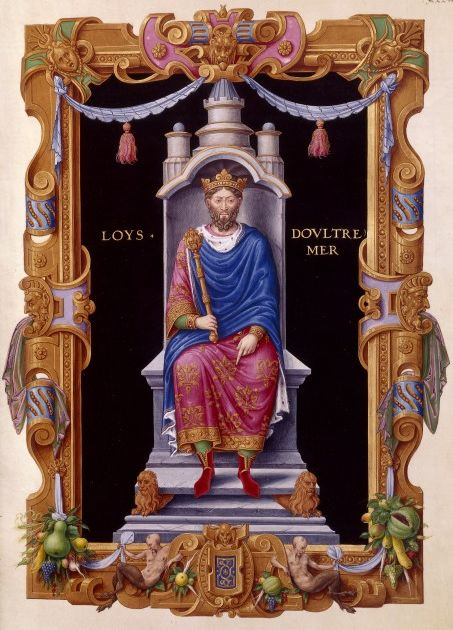
Людовик IV Заморский.
Изображение из Национальной библиотеки Франции

В 946 году Гуго выпустил Людовика на свободу и повторно принёс ему оммаж. Удалившись в Компьень, король отправил послов к своему шурину Оттону. Он жаловался ему на причинённое насилие и просил оказать поддержку. Придерживаясь принципа равновесия, Оттон Германский поддержал Людовика. Вместе с королём Бургундии Конрадом он вторгся в Западное королевство во главе большой армии. Три короля встретились под стенами Реймса и осадили город. На шестой день осады архиепископ Гуго покинул город, а горожане сдались королю. Людовик опять возвёл Артольда (Арто) в прежний сан.
От Реймса короли пошли войной на герцога Гуго, пожгли и разграбили все его земли от Сены до Луары, потом вторглись в Нормандию и начисто опустошили её. Отомстив за обиду, Оттон вернулся в Германию, а Людовик отправился в Реймс. По инициативе Оттона собор предал Гуго Великого анафеме осенью 946 года за мятеж против короля и разграбление церквей.
Оттон отправил на помощь Людовику войско во главе со своим зятем герцогом Лотарингским Конрадом. Король подступил к Лану. Защитники оборонялись с большим упорством, приближалась зима, и Людовику пришлось отступить, не добившись успеха.
Весной 949 года Людовик возобновил войну. 60 его воинов под видом конюхов вошли в Лан, захватили ворота и держались до тех пор, пока не подоспел король со своим войском. Часть врагов укрылась в одной из башен. Людовик никак не мог захватить её и приказал возвести стену, чтобы отрезать её от города. Как раз в это время подоспела помощь от Оттона. Людовик вторгся во владения Гуго и, хотя не смог взять ни одного города, сильно опустошил его земли.
Герцог в гневе хотел ответить ему тем же, однако вскоре стало известно, что папа поддержал решение собора французских епископов и тоже предал Гуго проклятью. Многие прелаты съехались к Гуго и говорили ему, что опасно пренебрегать анафемой, что подданные должны подчиняться королю и что они не могут больше поддерживать его мятеж. Побеждённый этими доводами, герцог смиренно просил короля помириться с ним. В 950 году противники встретились на берегу Марны и пришли к полному согласию. Гуго сохранил своё положение и даже увеличил зону своего влияния вплоть до Нормандии и особенно в Бургундии. Последние годы царствования Людовика прошли спокойно.

### Смерть
Четыре года спустя, возвращаясь в Реймс, король увидел волка. Он погнался за ним и на всём скаку упал с лошади. От сильного сотрясения у него началась слоновья болезнь. Он долго и мучительно страдал и, наконец, 10 сентября 954 года умер, будучи ещё совсем молодым человеком.

### Семья
Жена (с 939 года) — Герберга Саксонская (ок. 913—3 февраля 969), вдова герцога Лотарингского Гизельберта и сестра императора Оттона I Великого. Их дети:
- Лотарь (941—986), король Франции c 954 года. Женат с 966 года на Эмме Италийской, дочери короля Италии Лотаря II
- Матильда (943—992); муж — король Бургундии Конрад I Тихий
- Хильдегарда (род. ок. 944)
- Карломан (Карл) (род. ок. 945 — ранее 953)
- Людовик (род. ок. 948—954)
- Альберада (род. ранее 953)
- Генрих (родился и умер ранее 953).
- Карл I (953 — ок. 993), герцог Нижней Лотарингии.